# Hochtumsknopf
De Hochtumsknopf, ook Hüttensknipp, ligt in het Belgische gedeelte van de Eifel op 510 m hoogte in de provincie Luik.
De Hochtumsknopf is gelegen in het Duitstalige deel van het Koninkrijk België en behoort tot de Duitstalige Gemeenschap. Het is gelegen in de Ardennen tussen de dorpen Braunlauf in het noorden, Grüfflingen in het oostzuidoosten, Thommen in het zuidoosten en Maldingen in het westen, die elk gemeenschapsdelen van Burg-Reuland zijn.

## Opgraving
Op de Hochtumsknopf bevindt zich de tumulus van Hochtumsknopf, een in 1825 opgegraven grafheuvel uit de ijzertijd, waarin scherven, botten en as en een ijzeren container werden gevonden. In het midden lag een agaatstuk, een urn met scherven en een speerpunt in een grote stenen container.

## Weblinks
- Hügelgräber der Gemeinden St. Vith und Burg Reuland auf dglive.be (PDF-Datei; 138 kB)